# 00 sex am Wolfgangsee
00 sex am Wolfgangsee ist ein österreichischer Musikfilm von Franz Antel aus dem Jahr 1966. Im Fernsehen lief er unter den Titeln Happy End am Wolfgangsee oder Happy-End in St. Gilgen.

## Handlung
James Sander ist Besitzer des Hotels Excelsior in St. Gilgen. Er ist als Playboy bekannt und holt regelmäßig Liebschaften in sein Hotel, die er immer im selben Zimmer absteigen lässt. Das Hotelpersonal ist an den Frauenbesuch gewöhnt und so wird auch Hilde Moll in James’ reserviertem Zimmer untergebracht und anschließend zu seiner Villa gefahren. James, der eigentlich seine neueste Freundin Chicky erwartet, ist verdutzt. Hilde stellt sich ihm als seine neue Steuerprüferin vor, die endlich Ordnung in seine Finanzangelegenheiten bringen soll. Mit Hilde ist auch ihr Boss Dr. Ewald Rabanus nach St. Gilgen gekommen, der sich telefonisch von Hilde auf dem Laufenden halten lässt. Das wiederum erweckt den Argwohn von Hoteldiener Pankraz, der leidenschaftlich gern Kriminalromane liest und in Rabanus einen Verbrecher vermutet.
Im Hotel ist eine junge Band angekommen, die der Direktor für die Salonmusik gebucht hat. Eigentlich spielen sie Rock ’n’ Roll, müssen jedoch angesichts der Kundschaft auf seichtere Musik umsteigen. Zur ursprünglichen Besetzung sollte auch Schlagzeuger Peter Werner gehören, den sie unbekannterweise angeheuert haben. Peter jedoch bricht sich kurz vor der Fahrt nach St. Gilgen den Arm und so springt seine Schwester Bibi für ihn ein – als junger Mann verkleidet.
Von Beginn an glauben die restlichen Bandmitglieder, dass Bibi, die sich als Peter vorstellt, eine Frau ist. Trompeter Mike überrascht Bibi schon bald ohne ihre Jungenperücke in ihrem Hotelzimmer, doch gibt Bibi vor, nur die Schwester von Peter zu sein. Noch einige Male wollen die restlichen Bandmitglieder Bibi entlarven, doch ist sie ihnen stets einen Schritt voraus. Dies belastet vor allem Mike, der sich längst in Bibi verliebt hat. Am Ende schicken die Bandmitglieder einen Brief an den echten Peter und holen ihn nach St. Gilgen. Die Männer der Band verkleiden sich als Frauen und Mike verkündet als Frau verkleidet, dass er „Peter“ heiraten werde. Erst als der echte Peter zur Gruppe kommt, nimmt Bibi ihre Perücke ab und gibt sich als Frau zu erkennen.
Auch James hat ein Frauenproblem, ohne es zu ahnen. Hilde Moll hat sich in ihn verliebt. Gleichzeitig ist James’ Steuerbelastung so hoch, dass nur ein Bankrott des Hotels oder eine Heirat und damit eine Abstufung in eine niedrigere Steuerklasse Abhilfe schaffen könnten. Hilde gelingt es, James im Badeanzug und ohne Brille von ihren körperlichen Vorzügen zu überzeugen. Als sie jedoch alle Liebschaften von James nach St. Gilgen holt, damit er eine Auswahl für die Frau an seiner Seite habe, erklärt James entsetzt, dass er Junggeselle bleiben will. Hilde gesteht Rabanus, dass sie James liebt, und der lässt James’ Liebschaften davon berichten. Am Ende heiraten James und Hilde. Sie werden bald in die niedrigste Steuerklasse eingestuft, nachdem sie in kürzester Zeit mehrfache Eltern geworden sind.

## Produktion

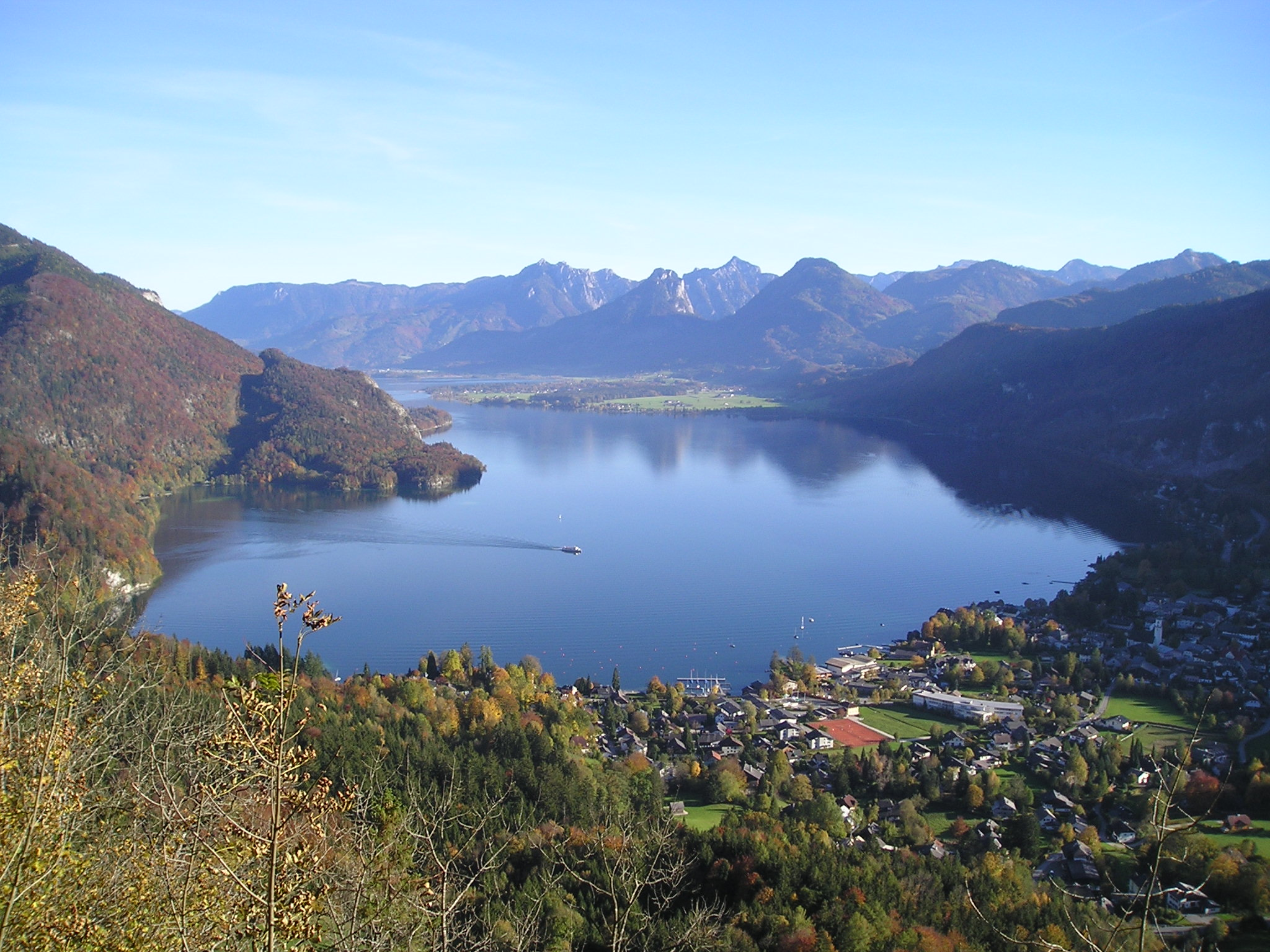
Sankt Gilgen am Wolfgangsee, der Drehort des Films

00 sex am Wolfgangsee wurde in Sankt Gilgen am Wolfgangsee gedreht und hatte am 21. Oktober 1966 in Wien Premiere. Antel hatte zuvor bereits zahlreiche andere Spielfilme in Sankt Gilgen gedreht.
Das Anheuern von Waltraut Haas schien daran zu scheitern, dass sie gerade zu dieser Zeit ihren langjährigen Freund Erwin Strahl heiraten wollte. Antel löste das Problem, indem er selbst die Hochzeit organisierte und in den Film einbaute. Das Brautpaar zog begleitet von vier Kameraleuten mit einer Trachtenkapelle im Gefolge durch ein Spalier von Hunderten von Zuschauern durch den ganzen Ort.
Der Filmtitel ist ein Verweis auf die zu der Zeit weit verbreiteten Agentenfilme unter anderem um James Bond, so ist der erfolglose und einfältige „Detektiv“ Pankraz im Film ein Leser der James-Bond-Bücher. Gleichzeitig verweist der Film zwar im Titel auf die erfolgreiche Gattung der Sexfilme, „ohne die dadurch beim Zuschauer geweckten Erwartungen auch nur im geringsten einlösen zu können. Im Grunde genommen ist es in Stil und Thema ein Film der fünfziger Jahre, der mit einigen zeitgenössischen Anspielungen auf neu getrimmt wurde.“
Im Film sind verschiedene Lieder zu hören, darunter von Hans-Jürgen Bäumler der Titel Ich finde dich wunderbar. Bäumlers Sprechstimme wurde hingegen von Klaus Kindler synchronisiert.
Die Filmbauten wurden von Ferry Windberger entworfen.

## Kritik
Für den film-dienst war 00 sex am Wolfgangsee „anspruchslose, klamaukhafte Unterhaltung von kaum zu überbietender Albernheit.“ Cinema nannte den Film eine „frivol angehauchte Mottenkisten-Posse“.
Für Gertraud Steiner hatte der Film eine „spießbürgerlich-biedere Moral“: „Die größten Chancen auf eine Ehe hat nicht eine interessante oder verführerische Frau, sondern ein eher hausbackener Typ. Und die Hochzeit wird nach wie vor als Wunschtraum und Problemlösungsmittel jeder Frau dargestellt.“
Der Evangelische Film-Beobachter zog folgendes Fazit: „Anspruchsloser Unterhaltungsfilm mit Mädchen und Musik, der sich als Parodie auf Agenten-Filme ausgibt, aber statt witziger Einfälle nur Klamauk bietet. Opas Kino sozusagen auf Hochglanz poliert. Nur für Leute, die eine Schwäche für Eiskunstläufer haben.“

## Belege
1. ↑  Franz Antel: Verdreht, verliebt, mein Leben, München, Wien 2001, S. 160 f.
2. 1 2  Gertraud Steiner: Die Heimat-Macher. Kino in Österreich 1946–1966. Verlag für Gesellschaftskritik, Wien 1987, S. 239.
3. ↑  00sex am Wolfgangsee. In: Lexikon des internationalen Films. Filmdienst, abgerufen am 2. März 2017.
4. ↑  Happy-End am Wolfgangsee. In: cinema. Abgerufen am 10. August 2022.
5. ↑  Evangelischer Presseverband München, Kritik Nr. 402/1966, S. 726.